# Zhao Lihong
Zhao Lihong (en chinois : 趙利紅) est une footballeuse internationale chinoise née le 4 décembre 1972 à Yingde. Elle évolue au poste de milieu de terrain durant sa carrière.
Elle est une joueuse importante de l'équipe de Chine disputant plus de 182 matchs internationaux entre 1992 et 2003 et est médaillée d'argent en 1996.

## Biographie

### En club
Zhao Lihong joue pour le Guangdong FC durant sa carrière.
Elle est transférée en 2002 aux États-Unis et représente la Charge de Philadelphie durant une année.

### En sélection
Lors de la Coupe du monde 1995, Lihong est titulaire et joue durant les six matchs de la Chine qui termine quatrième.
En 1996, Zhao Lihong remporte la médaille d'argent olympique avec l'équipe de Chine. Elle dispute les cinq matches dont la finale perdue contre les États-Unis. Elle inscrit un but durant la phase de groupes contre la Suède.
Lors de la Coupe du monde 1999, elle dispute également toutes les rencontres, inscrit un but en phase de groupes contre le Ghana. Elle dispute la finale perdue contre les États-Unis.
Elle est sélectionnée à nouveau pour participer aux Jeux olympiques 2000, elle inscrit un but contre le Nigeria en phase de groupes mais le parcours de la Chine s'arrête à cette étape.
Lihong jouera la Coupe du monde 2003 et dispute un quart de finale perdu contre le Canada.